# Dwight Yorke Stadium
Das Dwight Yorke Stadium ist ein trinidadisches Fußballstadion mit Leichtathletikanlage in Bacolet, einem Vorort von Scarborough. Die im Jahre 2001 erbaute Sportstätte hat eine Kapazität von 7.500 Plätzen.

## Geschichte
Das Dwight Yorke Stadium wurde im Jahre 2001 für die U-17-Fußball-Weltmeisterschaft gebaut. Namensgeber ist der 72-fache Nationalspieler Dwight Yorke. Im Jahre 2010 war das Stadion Spielort der U-17-Fußball-Weltmeisterschaft der Frauen. Wie schon beim U-17-Turnier der Männer war es der einzige Spielort auf Tobago. Das Dwight Yorke Stadium ist die Heimspielstätte des Fußballvereins Tobago United. Außerdem wird es für Leichtathletikwettkämpfe benutzt.